# 約克城堡
約克城堡（York Castle）是位於英國英格蘭約克的一座城堡。約克城內有多種不同類型的建築，包括城堡、監獄、法院等，且時間跨度長達九個世紀。約克城最早始建於1068年，但在16至16世紀以後，約克城年久失修，逐漸失去了其軍事價值，但仍是英國王室在約克郡的一個統治中心。現在約克城由英格蘭遺產委員會管理，對公眾開放。約克城內最著名的建築是克里福特塔，現在已經是約克的地標。

## 外部連結
- English Heritage site for Clifford's Tower （页面存档备份，存于）
- Gatehouse Gazette for York Castle （页面存档备份，存于）
- York Castle Museum （页面存档备份，存于）